# 몰타의 유로 주화
몰타의 유로 주화는 세 가지 종류의 디자인을 사용하고 있으며 주화는 유럽 연합의 상징인 12개의 별과 발행 연도가 쓰여져 있다.

## 몰타의 유로 주화 디자인
| € 0.01          | € 0.02 | € 0.05            |
| --------------- | ------ | ----------------- |
|                 |        |                   |
| 므나이드라 사원 |        |                   |
| € 0.10          | € 0.20 | € 0.50            |
|                 |        |                   |
| 몰타의 국장     |        |                   |
| € 1.00          | € 2.00 | € 2 주화 모서리   |
|                 |        | 2와 몰타 십자 6개 |
| 몰타 십자       |        |                   |